# Historia de las civilizaciones

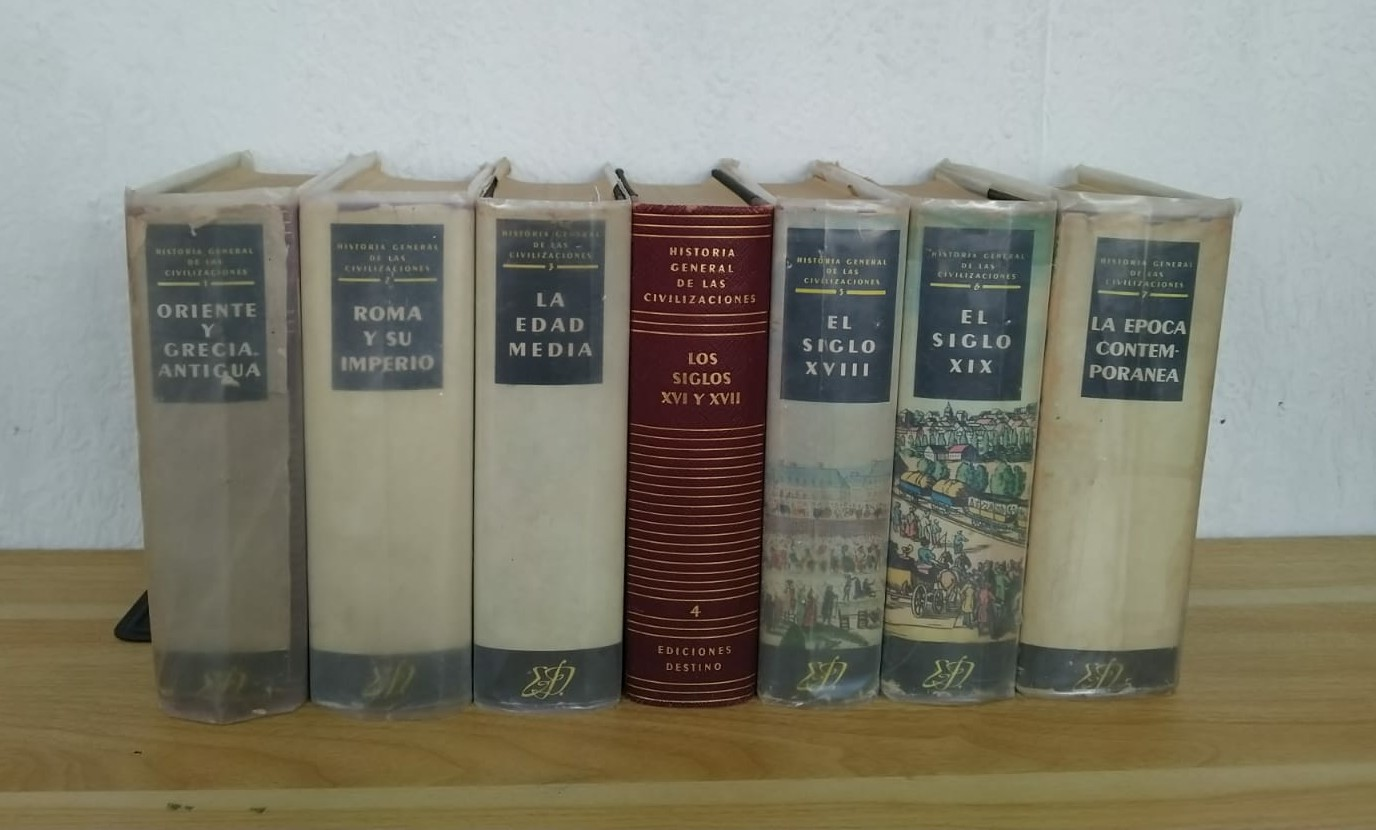
Historia General de las Civilizaciones, por Maurice Crouzet. Editorial Destino, Barcelona, 1967, en siete volúmenes cubiertos con protección plástica por el usuario.

Historia de las civilizaciones es un concepto historiográfico que apareció a mediados de siglo XX en la francesa escuela de los Annales, particularmente con Fernand Braudel.
Pretendía superar el enfoque mayoritariamente positivista de la Historia Universal tradicional, que presentaba únicamente los hechos (acontecimientos) políticos y militares (la llamada historia evenemencial) para entroncarla con la renovación metodológica vinculada a la citada escuela, subrayando los aspectos económicos y sociales, y sobre todo viendo la interdependencia entre el desarrollo histórico de los grupos humanos y el medio ambiente, al proponer un estudio previo del entorno geográfico. El modelo que suele citarse es la obra El Mediterráneo y el Mundo Mediterráneo en la época de Felipe II, del citado Braudel, que también intentó desarrollar un manual escolar. Otro ejemplo es la obra francesa de mediados del siglo XX llamada Historia General de las civilizaciones de Maurice Crouzet, en siete volúmenes, publicada en castellano por la editorial española Destino en 1958, con sucesivas reimpresiones; la obra trata el desarrollo humano desde los orígenes prehistóricos hasta mediados del siglo XX, estudiando ese desarrollo desde sus diferentes perspectivas: política, económica, social, religiosa, cultural y artística. También se buscaba un equilibrio para superar el eurocentrismo presentando las similitudes y diferencias del desarrollo histórico de las distintas civilizaciones. La misma definición de civilización, de forma más problemática, pretendía superar el concepto de único modelo, para proponer el de pluralidad de civilizaciones, como  el relativismo cultural.